# Rolf Lind
Rolf Lind, född 1936, är en svensk fotograf från Kalmar. 
Han fick 1961 första pris i tidningen FOTO:s internationella mästartävlan. Lind har arbetat för tidningarna Östra Småland, Expressen, Land och ICA-kuriren, varit fotograf för Hemslöjden i Kalmar, Orrefors Glasbruk och Kalmar Länsmuseum.Lena Svensson (14 augusti 2000). ”4 årtiondens ögonblick med Rolf Lind, fotograf”. Östra Småland:  s. 20. Den senaste utställningen var på Kalmar läns museum 2018 då han visade fotografier av Raine Navins och Gunilla Skyttlas liv under flera decennier. Hans bilder har använts som illustrationer i ett flertal böcker och tidskrifter sedan 1961. Han fick 1967 Kalmar Konstmuseums större stipendium och 1970 Kalmar Stads kulturpris. Lind är representerad vid Kalmar konstmuseum

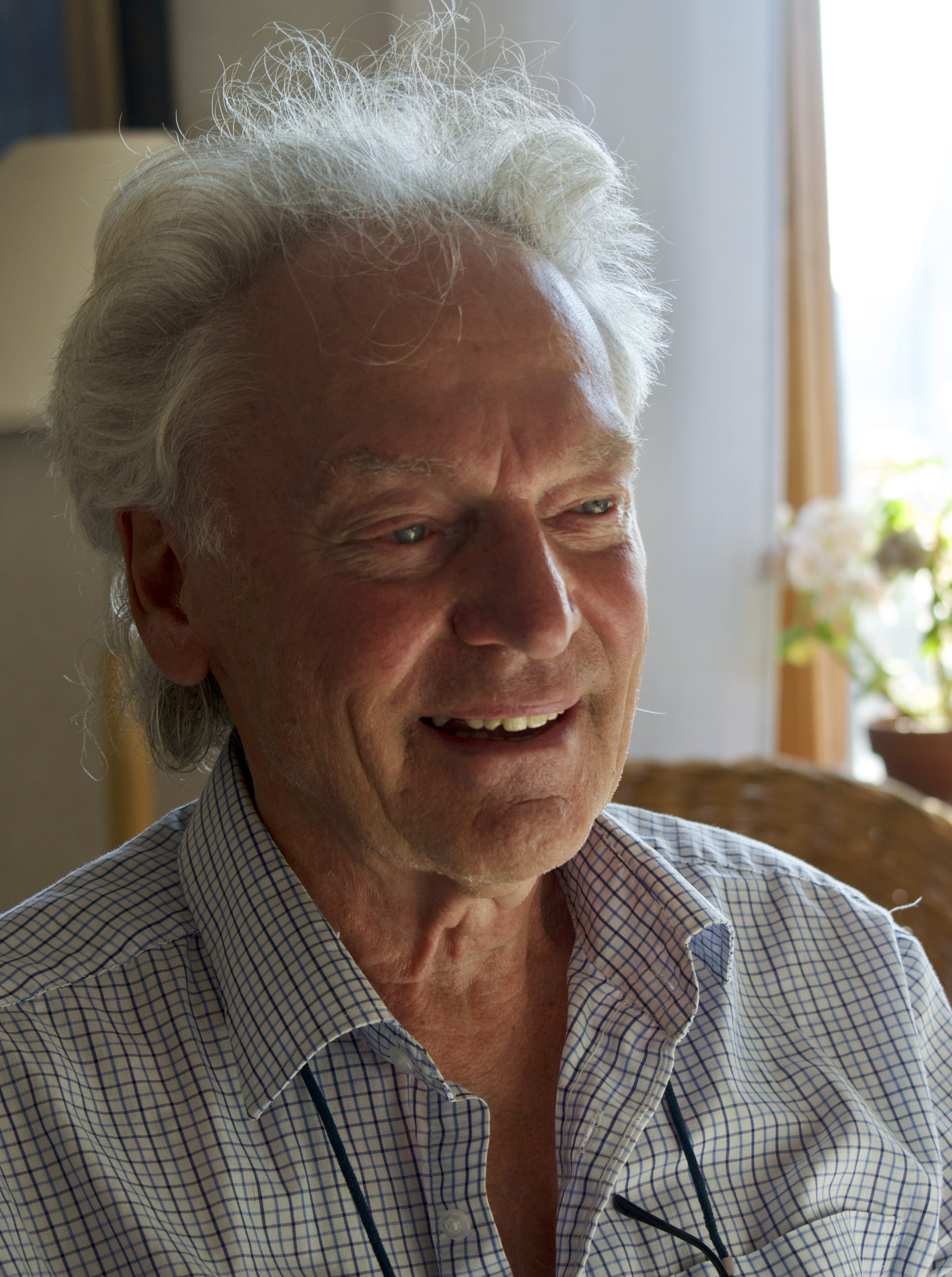
Fotograf Rolf Lind 1936-